# Zenonas Puzinauskas
Zenonas Puzinauskas (Kaunas, 4 marzo 1920 – Beverly Shores, 16 luglio 1995) è stato un cestista lituano.

## Carriera
Vinse due volte il titolo di Campione d'Europa con la Lituania: nel 1937 e nel 1939.
A causa dell'occupazione sovietica in Lituania fu costretto a fuggire prima in Austria e poi in Germania, dove lavorò come interprete per l'esercito americano. Nel 1951 si trasferì a Chicago, dove divenne preside della Chicago YMCA High School.